# Шпигунський роман (роман Бориса Акуніна)
«Шпигунський роман» — роман Бориса Акуніна. Друга частина з серії «Жанри». Роман побачив світ у 2005 році.

## Сюжет
Весна 1941 року. Напередодні великої війни розвідка Третього рейху проводить складну, багатоходову операцію, мета якої переконати керівництво СРСР в тому, що нападу не буде. Завдання доручено суперагентові під кодовим ім'ям «Вассер».

## Цікаві факти
- Примітно, що всі головні дійові особи твору тим чи іншим чином пов'язані з  Е. П. Фандоріним - головним героєм серії пригодницьких романів  Бориса Акуніна «Пригоди Ераста Фандоріна»: Єгор Дорін родом з села Дорін, яка колись належала Фон Дорн (Фандоріним); Олексій Романов в період Громадянської війни перетинався за родом служби з Е. П. Фандоріним і, можливо, причетний до його смерті; Вассер походить з роду фон Теофельсов, чиїм родовим помістям є замок Теофельс, який до кінця XVII століття належав фон Дорн (згадується в романі «Сокіл і Ластівка»).
- Прізвище Дорін носив один з персонажів рукописи неопублікованого твору Ф.М. Достоєвського в романі «Ф. М.». У тому ж романі наводиться і історія появи цього прізвища, схожа з тією, яку переповідає Єгор Октябрському.